# Neerwindeni csata (1793)
A neerwindeni csatára 1793. március 18-án került sor az Osztrák-Németalföldi Neerwinden falu mellett (a mai Belgium területén) a Frigyes Józsiás szász–coburg–saalfeldi herceg vezette osztrák és a Charles-François Dumouriez tábornok irányította francia erők között. Ez az ütközet a flamand hadjárat része volt a francia forradalmi háborúk történetében.
A csata Dumouriez azon kísérletének végét jelentette, hogy az ország határain kívül próbálja elejét venni a szövetségesek inváziójának Franciaország ellen. Az osztrákok Coburg hercege vezetésével Maastrichtból Brüsszel irányába nyomultak előre. Soraikban volt két magyar gyalogos- és egy huszárezred is. A francia hadsereg harcedzettebb részei Tienen (fr: Tirlemont) városánál gyülekeztek 1793. március 15-én, és Neerwinden–Neerlanden között építették ki állásaikat.
Március 18-án kisebb előzetes csatározások után, Coburg hercege csökkentette a távolságot a két sereg között és újrarendezte seregét, és kiterjesztette Racour és Dormael közé a támadás irányát, így visszaverte a Tienenből érkező franciákat. Dumouriez tábornok ezt követően kénytelen volt felvenni a harcot párhuzamosan minden fronton. Bár a falvakban a francia katonák lelkesedésükkel igyekeztek kiegyenlíteni az elégtelen kiképzést és a fegyelmezetlenséget, a nyílt terepen vívott harcokban érvényesült a harcedzett osztrák reguláris seregek ereje. Ilyen körülmények között az esély egy második Jemappes-hoz hasonló győzelemre kicsi volt, a támadás azzal fenyegetett, hogy francia forradalmi hadsereg szinte teljesen összeomlik.
- Johann Nepomuk Geiger  (1805-1880) festménye a csatáról (1850 körül)

A tapasztalatok azt mutatták meg, hogy a 18. századi tömeghadseregek ütközeteiben a katonák rossz képzettsége nem pótolható pusztán lelkesedésükkel. Azok a harci módszerek, amelyekkel majd az ilyen csapatok is győzelmet érhetnek el (az ún. „sans-culotte-csatákban”), csak később alakultak ki. Dumouriez tábornokot a szövetséges haderők később visszaszorították Észak-Franciaországba.

## Fordítás
- Ez a szócikk részben vagy egészben  a   Battle of Neerwinden (1793) című angol Wikipédia-szócikk fordításán alapul.  Az eredeti cikk szerkesztőit annak laptörténete sorolja fel. Ez a jelzés csupán a megfogalmazás eredetét és a szerzői jogokat jelzi, nem szolgál a cikkben szereplő információk forrásmegjelöléseként.